# Kappelshamn
Kappelshamn ist ein Ort (schwedisch småort) auf der schwedischen Insel Gotland.

## Geschichte
Kappelshamn liegt im Norden Gotlands an der Westküste, 37 km nordöstlich von Visby, 15 km nördlich von Slite, 17 km nordöstlich von Tingstäde und 16 km westlich von Fårösund.
In Kappelshamn befindet sich ein Gasthafen, ein Restaurant, ein Sportplatz mit Campingplatz und ein Badestrand.
Auf dem Sportplatz Snäckersvallen spielt der Fußballclub Kappelshams IK. In der Nähe von Kappelshamn, Luftlinie drei km östlich, aber durch die Bucht Kappelshamnviken getrennt, befindet sich die Motorsportbahn Gotland Ring.

## Sehenswürdigkeiten
Auf der Bahnstrecke Bläse kalkbrottet–Bläse hamnen im Bläse kalkbruksmuseum kann der Besucher mit der Museumsbahn den Weg des gebrochenen Kalkes Um die Jahrhundertwende zum 20. Jahrhundert nachvollziehen.

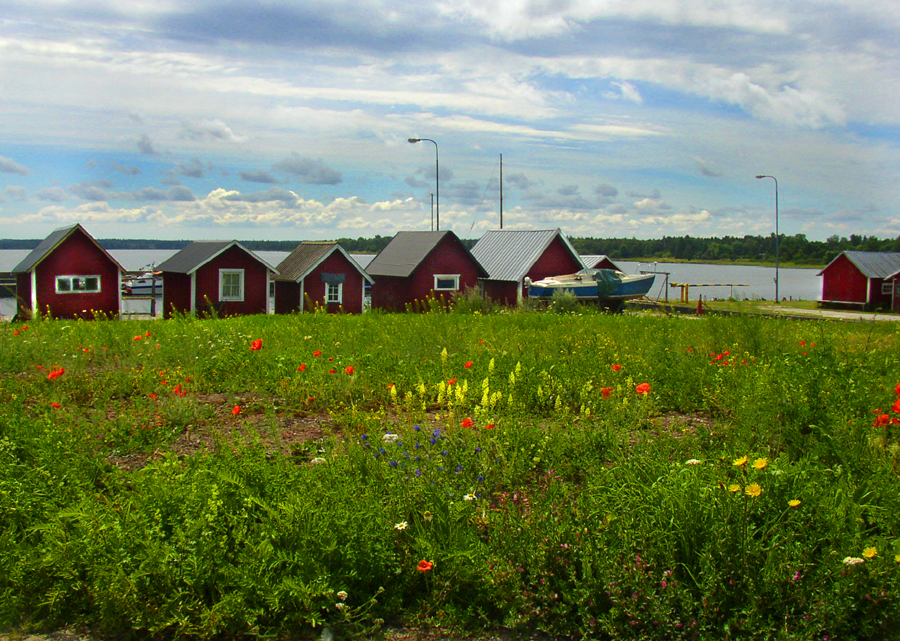
Kappelshamn